# Simbraquidactilia
La simbraquidactilia, también conocida como agenesia digital, es una enfermedad congénita caracterizada por anomalías de las extremidades que consisten en braquidactilia, sindactilia cutánea e hipoplasia global de la mano o del pie. En muchos casos, pueden faltar huesos de los dedos de las manos o incluso algunos dedos enteros de las manos o de los pies. Las puntas de la mano pueden desarrollarse en forma de protuberancias o pequeños muñones de tejido blando donde se habría desarrollado el dedo, que en ocasiones pueden tener diminutas uñas residuales.
La incidencia estimada se estima alrededor de uno por cada 10.000 nacimientos, aunque debido a la amplia variedad de definiciones y clasificaciones que se utilizan para el diagnóstico algunos autores señalan que es difícil hacer una estimación precisa.
La primera descripción de la simbraquidactilia fue realizada por Poland en 1841 debido a una correlación en la presencia de simbraquidactilia y de lo que posteriormente se ha denominado como síndrome de Poland. El término es una combinación de los términos sindactilia (persistencia de membranas entre dedos adyacentes) y braquidactilia (cortedad anormal de los dedos).

## Etiología
La anomalía se produce debido a algún tipo de agresión que genera una necrosis de las células mesenquimatosas de la cresta ectodérmica apical durante el período inicial del embarazo, en el proceso de formación de la mano y del cartílago del antebrazo.
Se desconoce la causa de la simbraquidactilia, ya que no se han detectado relaciones con ningún componente hereditario ni con factores extrínsecos (medicacioón, radiaciones, traumatismo o infección). Una posible causa podría ser una interrupción del suministro de sangre al brazo en desarrollo entre las cuatro y seis semanas de embarazo, aunque no hay ninguna correlación con lo que la madre gestante haya podido hacer durante el embarazo. Tampoco existe un mayor riesgo de tener otro hijo con la misma afección o de que el niño transmita la afección a sus hijos debido a que no es una enfermedad hereditaria. Existe una correlación con la presencia del síndrome de Poland.

## Tratamiento
Los tratamientos principales suelen ser terapia ocupacional, fisioterapia; así como algunas prótesis y equipos adaptables, usadas mayoritariamente para facilitar ciertos deportes u otras actividades, pero la mayoría de los niños con simbraquidactilia pueden desarrollarse en las actividades diarias. El contacto con otros niños que presenten la misma patología puede ayudar al bienestar psicológico tanto de los niños como de sus familiares.
Los niños que demuestran algún movimiento funcional en los dedos restantes y dentro de la palma son evaluados para una posible cirugía, como el trasplante de un dedo del pie o la separación de los dedos.

### Clasificación
En 1971, Blauth y Gekeler clasificaron la simbraquidactilia en 4 grados, y posteriormente se han ido desarrollando los distintos tipos de intervenciones quirúrgicas posibles:
1. Aplasia de una o varias falanges intermedias, combinada con sindactilia parcial o completa. La función suele ser normal siendo la cirugía de la sindactilia el único procedimiento necesario.
2. Ausencia completa de uno o varios dedos. El tratamiento quirúrgico puede consistir en la corrección de la sindactilia, la extirpación de muñones no funcionales o el trasplante de dedos.
3. Mano con pulgar y ausencia de todos los dedos largos, excepto vestigio de uñas rudimentarias. La cirugía puede facilitar la función de pinza mediante el trasplante de dedos o el alargamiento de los huesos.
4. Fragmento de mano con adactilia (sin presencia de dedos). Se puede realizar la cirugía si existe movilidad en las articulaciones carpometacarpianas.

Posteriormente se han desarrollado otras clasificaciones como la de Yamauchi y Tanabu o la de Foucher, que tienen más en cuenta la morfología (Yamauchi y Tanabu) o el tipo de tratamiento (Foucher).